# سیارک ۹۹۹۰۶
سیارک ۹۹۹۰۶ (به انگلیسی: 99906 Uofalberta، نامگذاری:2002QV53) نود و نه هزار و نهصد و ششمین سیارک کشف شده‌است که در ۱۷ اوت ۲۰۰۲ کشف شد.